# Phalotris normanscotti
Phalotris normanscotti — вид отруйних змій родини полозових (Colubridae). Ендемік Парагваю. Описаний у 2015 році.

## Поширення і екологія
Phalotris normanscotti мешкають в департаментах Бокерон і Пресіденте-Аєс на заході Парагваю. Вони живуть в склерофітних колючих лісах і чагарникових заростях Чако.